# Énergie grise
Ne doit pas être confondu avec Énergie noire.
L'énergie grise, ou énergie intrinsèque, est la quantité d'énergie consommée lors du cycle de vie d'un matériau ou d'un produit : l'extraction, la transformation, la fabrication, la production, le transport, la mise en œuvre, l'entretien et enfin le recyclage, à l'exception notable de l'utilisation. L'énergie grise est en effet une énergie cachée, indirecte, au contraire de l'énergie liée à l'utilisation, que le consommateur connaît, ou peut connaître aisément. Chacune des étapes mentionnées nécessite de l'énergie, qu'elle soit humaine, animale, électrique, thermique ou autre. En cumulant l'ensemble des énergies consommées sur l'ensemble du cycle de vie, on peut prendre la mesure du besoin énergétique d'un bien.
L'affichage de l'énergie grise peut guider ou renseigner les choix d'achats, notamment en vue de réduire l'impact environnemental.

## Définition
En théorie, un bilan d'énergie grise procède au cumul de l'énergie dépensée lors :
- de la conception du produit ou du service ;
- de l'extraction et du transport des matières premières ;
- de la transformation des matières premières et la fabrication du produit ou du service ;
- de la commercialisation ;
- de l'entretien, des réparations, des démontages du produit dans son cycle de vie ;
- de la fin de vie du produit : recyclage, destruction et mise au rebut.

L'énergie incorporée est un concept proche de l'énergie grise, mais elle n'inclut pas l'énergie nécessaire en fin de vie du produit.
Pour l'Office fédéral de l'énergie suisse, l'énergie grise se limite à la consommation d'énergie primaire non renouvelable.

### Exemples
La consommation énergétique moyenne d'un Français ne serait visible qu'à hauteur d'un quart : c'est la consommation d'énergie au sens classique du terme. Les trois quarts restants correspondraient à l'énergie grise, soustraite à notre vue, et dont nous n'avons le plus souvent pas conscience. Selon l'office statistique fédéral allemand, les ménages allemands consomment de l'énergie directement à hauteur de 40 % et consomment de l'énergie grise à hauteur de 60 %.
Par ailleurs, dans le cadre de la mondialisation, il s'avère que les pays industrialisés exportent de l'énergie grise vers les pays peu industrialisés, ou qui ont perdu des pans entiers de leur industrie. C'est ainsi que la Chine est devenue au cours du temps un grand exportateur d'énergie grise et même à hauteur d'environ 30 % de sa production d'énergie ; l'Allemagne exporte de l'énergie grise vers la France. À cet égard, même si les émissions de CO2 ne sont pas directement liées à l'énergie grise (on sait qu'en fait une forte corrélation existe entre les deux), il est symptomatique de constater que, selon les statistiques officielles du gouvernement français, les Français émettent huit tonnes de CO2 par an et par personne. Mais si on tient compte des émissions liées à la fabrication à l'étranger des produits qu'ils consomment, les émissions de CO2 par Français et par an passent à douze tonnes,,, soit 50 % de plus que le chiffre affiché précédemment. Pire, si les émissions par personne et par an produites en France ont bien baissé depuis 1990, lorsqu'on leur ajoute les émissions liées à la fabrication à l'étranger de ce qui est consommé en France, elles ont augmenté depuis cette même date. La baisse apparente de la consommation d'énergie résulte avant tout d'une délocalisation de la production des produits utilisés en France.
Une réduction très significative des déchets, telle que la propose la démarche « zéro déchet », aurait pour avantage de réduire l'énergie grise. Les low-techs permettent également la diminution de l'énergie grise, les techniques de pointe, telles que celles mises en œuvre pour produire les puces électroniques, nécessitant au contraire une grande quantité d'énergie.
L'obsolescence programmée constitue un grave problème, qu'il convient de résoudre si l'on veut réduire la part de l'énergie grise dans la consommation totale d'énergie. Les Amis de la Terre recommandent d'étendre la durée de la garantie légale de conformité de deux ans (comme c'est le plus souvent le cas) à dix ans. D'un point de vue industriel, eu égard au bon taux de retour énergétique de l'énergie solaire thermique, on peut imaginer que les usines qui fonctionnent à partir de chaleur solaire sont appelées à un avenir brillant. Pour les usines situées dans des régions où l'ensoleillement est plus faible, le recours à la cogénération s'impose. Dans son nouveau scénario actualisé,, l'association négaWatt souligne la nécessité de la diminution de l'énergie grise. Ainsi, elle prévoit un développement du recyclage, ainsi qu'une diminution des emballages.

## Unités
L'énergie grise s'exprime en joule (et ses multiples : kilojoule (kJ), mégajoule (MJ), gigajoule (GJ)), souvent rapporté à une unité de masse (kilogramme) pour un matériau produit, ou de surface (mètre carré). Le kilowatt-heure (kWh), qui vaut 3,6 MJ, est aussi employé par commodité.

## Énergie grise appliquée au bâtiment
L'industrie de la construction utilise plus de matériaux en poids que toute autre industrie (États-Unis).
L'énergie consommée au cours du cycle de vie d'un bâtiment peut être divisée en énergie opérationnelle, énergie grise et énergie de mise hors-service. L'énergie opérationnelle est requise pour le chauffage, le refroidissement, la ventilation, l'éclairage, l'équipement et les appareils. L'énergie de mise hors-service est l'énergie utilisée pour la démolition/déconstruction du bâtiment et le transport des matériaux démolis/récupérés vers les centres d'enfouissement/recyclage. L'énergie grise non renouvelable est requise pour produire initialement un bâtiment et le maintenir pendant sa durée de vie utile. Il comprend l'énergie utilisée pour acquérir, traiter et fabriquer les matériaux de construction, y compris tout transport lié à ces activités (énergie indirecte); l'énergie utilisée pour transporter les produits de construction sur le site et construire le bâtiment (énergie directe); et l'énergie consommée pour maintenir, réparer, restaurer, remettre en état ou remplacer des matériaux, des composants ou des systèmes pendant la durée de vie du bâtiment (énergie récurrente). Les bâtiments consomment jusqu'à 40 % de toute l'énergie et contribuent jusqu'à 30 % des émissions annuelles mondiales de gaz à effet de serre.
On pensait jusqu'aux années 2000 que l'énergie grise était faible par rapport à l'énergie opérationnelle. Par conséquent, les efforts jusqu'alors consentis ont consisté à réduire l'énergie opérationnelle en renforçant l'efficacité énergétique de l'enveloppe du bâtiment. La recherche a montré que ce n'est pas toujours le cas. L'énergie grise peut représenter l'équivalent de plusieurs années d'énergie opérationnelle. La consommation d'énergie opérationnelle dépend des occupants, contrairement à celle d'énergie grise, qui est incorporée dans les matériaux utilisés dans la construction. L'énergie grise est encourue une seule fois (à l'exception de la maintenance et de la rénovation) alors que l'énergie opérationnelle s'accumule avec le temps et peut être fluctuante pendant toute la durée de vie du bâtiment. Selon les recherches du CSIRO australien, une maison moyenne contient environ 1 000 GJ d'énergie grise. Cela équivaut à environ 15 ans d'utilisation normale de l'énergie opérationnelle. Pour une maison qui dure 100 ans, c'est plus de 10 % de l'énergie utilisée au cours de sa vie.
La connaissance de l'énergie grise incorporée dans un bâtiment permet d'apprécier la pression que sa construction exerce sur les ressources naturelles. Dans l'habitat, l'association négaWatt prône le recours plus poussé aux matériaux naturels, tels que le bois. D'autres recommandent la réhabilitation de la terre crue. L'énergie grise des bâtiments est si élevée que l'association préconise une réorientation de la politique qui consiste à démolir puis reconstruire les bâtiments mal isolés thermiquement, vers une autre politique plus centrée sur la rénovation thermique des bâtiments existants,. Dans des standards comme le « passif », ou encore la « basse consommation », la performance énergétique a atteint un tel niveau qu'il n'y a pratiquement plus besoin d'énergie pour chauffer ou éclairer. Les enjeux se déplacent dans ce type d'habitation vers l'énergie grise, qui représente de 25 à 50 ans de consommation de ces bâtiments[réf. nécessaire].
L'association négaWatt affirme également que la maison individuelle ne constitue plus un modèle soutenable. The Shift Project, dans son « plan de transformation de l’économie française », propose également de réduire la construction de maisons individuelles.

### Exemples de bilan d'énergie grise
Les métaux et les matières synthétiques incorporent beaucoup d'énergie grise. Les produits qui viennent de loin également. Les matériaux les moins transformés et consommés proches de leur lieu de production contiennent peu d'énergie grise.
Dans le bâtiment, pour minimiser l'énergie grise, on recherche autour du lieu de la construction les matériaux végétaux (chanvre, bois, paille, lin, liège), animaux (laines de mouton, plumes de canard) ou minéraux (terre crue, pierres, galets).
Les matériaux suivants ont été classés dans l’ordre du moins gourmand au plus gourmand en énergie grise :
- bottes de paille : 0,001 MWh/m3 ;
- bois : 0,1 à 0,6 MWh/m3 ;
- béton cellulaire durci en autoclave : 0,54 MWh/m3 ;
- bloc de béton manufacturé : 0,7 MWh/m3 ;
- polystyrène expansé : 0,3 à 0,85 MWh/m3 ;
- brique pleine : 1,2 MWh/m3 ;
- béton armé : 1,85 MWh/m3 ;
- acier recyclé : 24 MWh/m3 ;
- acier primaire : 52 MWh/m3 ;
- cuivre : 140 MWh/m3 ;
- zinc - titane : 180 MWh/m3 ;
- aluminium : 190 MWh/m3.

Ces différents matériaux ne sont toutefois pas comparables car leurs utilisations et performances sont différentes.

### Énergie grise de différents matériaux
Données d'après le site ecoconso.be.

#### Métaux
- acier : 60 MWh/m3 ;
- cuivre : 140 MWh/m3 ;
- zinc : 180 MWh/m3 ;
- aluminium : 190 MWh/m3 ;

#### Canalisations
- tuyau en grès : 3,2 MWh/m3 ;
- tuyau fibrociment : 4 MWh/m3 ;
- tuyau PVC : 27 MWh/m3 ;
- tuyau d'acier : 60 MWh/m3 ;

#### Murs porteurs
- béton poreux (cellulaire) : 200 kWh/m3 ;
- brique silico-calcaire creuse : 350 kWh/m3 ;
- brique terre cuite (nid d’abeilles) : 450 kWh/m3 ;
- béton : 500 kWh/m3 ;
- brique silico-calcaire de parement : 500 kWh/m3 ;
- brique terre cuite perforée : 700 kWh/m3 ;
- brique ciment : 700 kWh/m3 ;
- brique terre cuite pleine : 1 200 kWh/m3 ;
- béton armé : 1 850 kWh/m3 ;

#### Enduits
- enduit argile ou terre crue : 30 kWh/m3;
- enduit à la chaux : 450 kWh/m3;
- enduit plâtre : 750 kWh/m3 ;
- enduit ciment : 1 100 kWh/m3 ;
- enduit synthétique : 3 300 kWh/m3 ;

#### Charpente
- bois d'œuvre : 180 kWh/m3 ;
- bois lamellé-collé : 2 200 kWh/m3 ;

#### Cloisons légères
- plaque de plâtre cartonnée : 850 kWh/m3 ;
- plaque de plâtre fibreuse : 900 kWh/m3 ;
- panneau de particules : 2 200 kWh/m3 ;
- panneau de fibres de bois (dur) : 3 800 kWh/m3 ;
- contreplaqué : 4 000 kWh/m3 ;

#### Isolation thermique
- fibres de lin : 30 kWh/m3 ;
- fibres de chanvre : 40 kWh/m3 ;
- cellulose de bois : 50 kWh/m3 ;
- laine de mouton : 55 kWh/m3 ;
- laine de roche : 150 kWh/m3 ;
- perlite : 230 kWh/m3 ;
- laine de verre : 250 kWh/m3 ;
- argile expansée : 300 kWh/m3 ;
- panneau de liège : 450 kWh/m3 ;
- polystyrène expansé : 450 kWh/m3 ;
- polyesters : 600 kWh/m3 ;
- polystyrène extrudé : 850 kWh/m3 ;
- mousse de polyuréthane : 1 000 à 1 200 kWh/m3 ;
- panneau de fibres de bois (tendre) : 1 400 kWh/m3 ;
- verre cellulaire : 700 à 1 300 kWh/m3 ;

#### Couverture
- tuile béton : 500 kWh/m3 ;
- tuile terre cuite : 1 400 kWh/m3 ;
- tuile fibrociment : 4 000 kWh/m3.

## Taux de retour énergétique

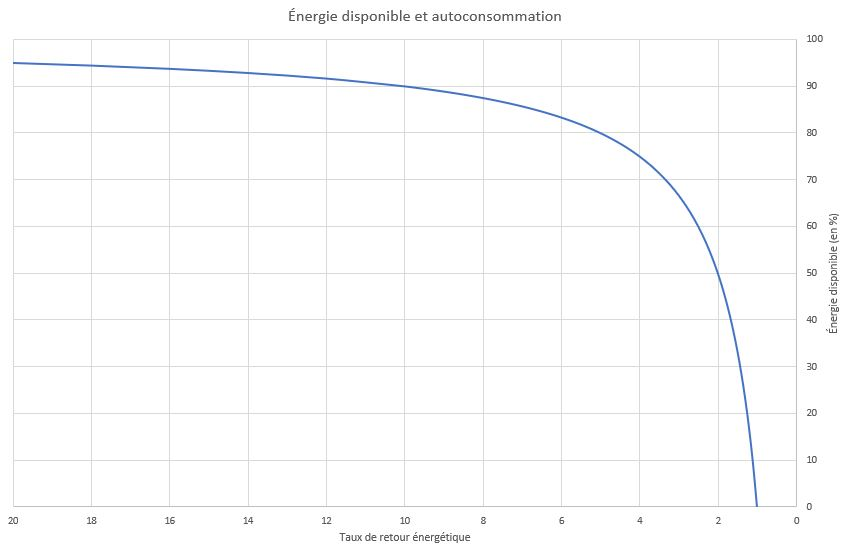
Énergie nette relative en fonction du taux de retour énergétique. Le complément (partie au-dessus de la courbe) représente l'« autoconsommation ».

Le taux de retour énergétique (TRE) constitue une mesure de l'énergie grise utilisée pour extraire l'énergie d'une source primaire. Il faut majorer l'énergie finale consommée d'un facteur de {\displaystyle {\frac {\hbox{1}}{TRE-1}}} pour obtenir l'énergie grise. Un TRE égal à huit signifie qu'un septième de la quantité d'énergie finale utilisable est dépensée pour extraire cette énergie.
Pour calculer correctement l'énergie grise, il faudrait tenir compte de l'énergie nécessaire pour la construction et la maintenance des centrales énergétiques, mais les données ne sont pas toujours disponibles pour réaliser ce calcul.
Des bilans énergétiques détaillés ont été effectués pour calculer l'énergie grise de diverses sources d'énergie : ainsi, l'énergie grise d'une éolienne de 1,5 MW au Danemark a été évaluée à 32 575 GJ en offshore et 14 091 GJ à terre, ce qui donne respectivement des temps de retour énergétiques de 3 mois et 2,6 mois.

## Énergie grise dans les transports
L'énergie grise rend compte de l'énergie mobilisée pour extraire les matériaux qui servent à la fabrication des véhicules, pour les assembler, les transporter, assurer leur maintenance, pour transformer et transporter l'énergie (essentiellement essence et gazole), et in fine, pour recycler ces véhicules. Il faut aussi tenir compte de l'énergie nécessaire aux études, à la construction, au fonctionnement et à la maintenance des réseaux de transports, qu'ils soient routiers, ferroviaires ou aériens.
Selon l'IDDRI, en matière de transport,,,

« Il est frappant de noter que l'on consomme davantage d'énergie grise dans nos dépenses de transport que d'énergie directe […]. Dit autrement, nous consommons moins d'énergie pour nous déplacer dans nos véhicules individuels que nous consommons d'énergie nécessaire pour produire, vendre et acheminer les voitures, les trains ou les bus que nous utilisons. »

Jean-Marc Jancovici plaide en faveur d'un bilan carbone de tout projet d'infrastructure de transport, avant sa construction.

### Énergie grise d'une auto

Cycle de vie d'une automobile.

Nous ne disposons que de chiffres qui reposent sur une base incomplète, et qui sont vraisemblablement sous-estimés. Dans le cas d'une Golf à essence de Volkswagen, on peut estimer l'énergie grise à 18 000 kWh (c'est-à-dire 12 % des 545 GJ indiqués dans le rapport). Dans le cas d'une Golf A4 (à moteur TDI), on obtient 22 000 kWh (soit 15 % des 545 GJ indiqués dans le rapport). Selon Global Chance, dans le cas des véhicules électriques, l'énergie grise due à la batterie serait tout particulièrement élevée. Une étude de l'ADEME parue en 2012 évalue l'énergie grise d'un véhicule thermique à 20 800 kWh et celle d'un véhicule électrique à 34 700 kWh.
Une estimation conclut en 2009 à 45 900 kWh pour la Toyota Prius, un chiffre comparable à celui publié en 2004 pour « une automobile ».
Un véhicule électrique présente une énergie grise plus élevée que celle d'un véhicule thermique, à cause de la batterie et de l'électronique.
Une étude publiée en 2017 en France évalue les émissions de CO2 sur le cycle de vie d'une voiture électrique citadine à 10,2 tCO2-éq pour la production et le recyclage (énergie grise) plus 2,1 tCO2-éq en phase d'usage contre 6,7 tCO2-éq plus 26,5 tCO2-éq pour une voiture thermique citadine : malgré son énergie grise supérieure de moitié, la voiture électrique émet au total trois fois moins de CO2.

#### Énergie grise liée à la fabrication des carburants
Pour la partie énergétique, le taux de retour énergétique (EROEI en anglais) du carburant est de nos jours de l'ordre de huit. Cela signifie que l'énergie grise liée à la fabrication du carburant (extraction, transport, raffinage, distribution) vaut environ 1⁄7 de l'énergie consommée. En d'autres termes, il faut ajouter 14,3 % à la consommation d'un véhicule thermique, rien que pour l'énergie grise liée à la fabrication des carburants.
Selon certains auteurs, il faut même 42 kWh d'énergie grise (soit environ l'équivalent en énergie de 4,2 litres d'essence) pour produire six litres de gazole.

#### Énergie grise liée à la construction routière
Les chiffres sont encore beaucoup plus difficiles à obtenir. L'énergie grise ne représenterait que 1⁄18 de l'énergie consommée par le véhicule, soit une consommation à majorer de 6 %.

## Énergie grise informatique

### Consommation globale des technologies de l'information et de la communication

#### Consommation mondiale
La consommation mondiale d'énergie électrique due aux technologies de l'information et de la communication (TIC) était estimée en 2007 à 868 TWh/an, énergie grise non comprise, soit 5,3 % du total. En 2013, d'après Greenpeace, l'informatique représentait déjà 7 % de la consommation mondiale d'électricité, énergie grise comprise, et les estimations pour 2017 portaient sur 12 %, avec une croissance annuelle prévue de +7 % jusqu'à 2030, soit le double de l'augmentation de la production électrique elle-même.
Dans ces quantités, la part relative de l'énergie grise de fabrication des équipements aurait diminué de 18 % en 2012 à 16 % en 2017. La part de consommation directe d'électricité par les appareils aurait elle baissé de 47 à 34 %, en raison du report des utilisateurs vers des terminaux moins consommateurs (tablettes et smartphones au lieu des ordinateurs), les centres de données et le réseau cumulés passant de 35 à 50 % dans le même temps,. La consommation des centres de données correspond quant à elle à 1 % de la demande électrique mondiale en 2018.

#### Données actuelles par pays
En Allemagne, la consommation des centres de données s'élève à environ 10 TWh/an, ce qui correspond à 1,8 % de la consommation électrique allemande. Alors que la consommation des centres de données allemands augmentait fortement, depuis 2008 et jusqu'à aujourd'hui, la consommation semble rester stable en Allemagne, principalement grâce à des mesures d'économie d'énergie.
Aux États-Unis, en 2007 la consommation des TIC, hors énergie grise, était de 350 TWh/an en 2007, soit 9,4 % de la production nationale totale.
En France, selon l'association négaWatt, l'énergie grise (de nature électrique) liée au numérique s'élevait en 2015 à 3,5 TWh/an en matière de réseaux et à 10,0 TWh/an pour les centres de données (pour moitié consommée par les serveurs à proprement parler, l'autre moitié par la climatisation des locaux qui les abritent). La construction des centres de données et la pose des câbles ne sont pas pris en compte.

#### Consommation française dans le futur
L'association prévoit une augmentation de +25 % de la consommation française entre 2017 et 2030, soit +1,5 %/an, modérée grâce à la « miniaturisation grandissante des supports numériques » vers lesquels les utilisateurs se reportent et à des progrès technologiques qui devraient améliorer l'efficacité énergétique des appareils et serveurs,. The Shift Project, présidé par Jean-Marc Jancovici, prévoit une empreinte énergétique numérique bien plus élevée, en croissance de 9 % par an,.

### Fabrication d'un ordinateur
La fabrication d'un ordinateur pourrait nécessiter une énergie quatre fois plus élevée que celle correspondant à son alimentation électrique sur une période de trois années, selon le magazine allemand Der Spiegel. Le magazine fait remarquer qu'à raison de trois heures d'utilisation par jour pendant 300 jours, sur une durée de quatre ans, pour une puissance de 150 W, la consommation directe d'énergie s'élèvera à environ 400 kWh ; la fabrication d'un PC nécessite quant à elle 3 000 kWh.

### Sites Internet etcentres de données
En 2009, Google affirmait qu'une recherche sur son moteur consommait 0,3 Wh.
La Fondation Wikimédia adopte en 2017 une initiative afin de minimiser l'impact de ses projets sur l'environnement, voix auxquelles une oreille attentive semble prêtée.
La télévision IP (par internet) nécessite le recours à des centres de données, qui consomment au moins 1 % de l'électricité totale consommée dans le monde. La transmission hertzienne est beaucoup plus efficiente que les technologies actuelles de streaming, pour les programmes de grande audience.